# Catalan Historical Review
Catalan Historical Review és una revista acadèmica publicada per la Secció Històrico-Arqueològica de l'Institut d'Estudis Catalans. Conté articles escrits tant en català com en anglès. Fou creada per promoure la divulgació de la història de Catalunya en el món acadèmic internacional i obrir les portes de la historiografia dels Països Catalans a estudiosos d'altres països. Es publica amb una periodicitat anual i sota la llicència Creative Commons Reconeixement-NoComercial-SenseObraDerivada 3.0 Espanya (CC BY-NC-ND 3.0 ES). El 2020 fou inclosa a l'ERIH PLUS, l'índex més prestigiós de revistes acadèmiques d'humanitats i ciències socials.